# Mezzosangue (rapper)
Mezzosangue, pseudonimo di Luca Ferrazzi (Roma, 23 gennaio 1991), è un rapper italiano.

## Biografia

### Gli esordi eMusica cicatrene mixtape
Fin da bambino prende lezioni di musica, imparando anche a suonare strumenti come pianoforte e chitarra. In cerca di un genere musicale fuori dalle mode, si avvicina all'hip hop all'età di 12-13 anni, grazie alle canzoni di Kaos. A 17 anni, in seguito a problemi finanziari della famiglia, va via di casa, mantenendosi con diversi lavori.
Inizia la sua carriera con lo pseudonimo di Jam MC, ed entra a far parte del collettivo Emigrates Klan, con cui pubblica i suoi primi brani.
Nel 2012 inizia ad essere più conosciuto all'interno dell'ambiente hip hop italiano, grazie alla partecipazione al Captain Futuro Contest 2012, competizione online di freestyle organizzata dal rapper Esa, facendosi notare per l'uso del passamontagna e di rime particolarmente taglienti e aggressive. Successivamente instaura con Squarta, producer dei Cor Veleno, un sodalizio lavorativo, di cui il primo risultato è Musica cicatrene mixtape, progetto d'esordio di Mezzosangue, composto, registrato, missato e masterizzato presso i Rugbeats Studio del DJ romano, pubblicato in free download sul sito di Blue Nox Academy, collettivo artistico capitolino il cui scopo è promuovere nuove leve del rap italiano.
Il mixtape ottiene un notevole riscontro dal pubblico, portando il rapper a essere ospitato nel secondo capitolo dei Machete Mixtape, cantando nella traccia Diventa quello che sei, prodotta da Squarta.
Nel 2013 il rapper romano continua a collaborare con esponenti dell'hip hop italiano, comparendo in Midnite di Salmo nella traccia Sadico, nel remix di Sul Serio di Mecna insieme a Johnny Marsiglia dalla riedizione di Disco inverno - Rare & Unreleased, presenziando poi anche nel disco di Primo e Tormento El micro de oro ne Il cuore & la penna. Il 26 novembre invece pubblica Hurricane Mixtape, progetto realizzato insieme a DJ Pinch8 per Hurricane Arts, tale mixtape raccoglie tracce inedite di svariati rapper, tra cui Primo Brown, Lucci dei Brokenspeakers, Hyst e lo stesso Mezzosangue, che si esibisce nella prima e nell'ultima traccia del progetto, coi brani "Introducing" e "Soliloquio".

### Soul of a Supertramp
Nell'aprile 2014 Mezzosangue annuncia l'uscita del suo primo album in studio per il successivo 23 settembre, con la pubblicazione il 23 di ogni mese del video ufficiale di un brano estratto dallo stesso. Conseguentemente il 23 aprile pubblica sul proprio canale YouTube il video di Circus, primo singolo del disco, rimosso tuttavia pochi giorni più tardi a causa delle proteste dell'Ente Nazionale Circhi, che vide nel video (ambientato in un circo) e nel testo un tentativo di diffamazione delle attività circensi in generale, quando a detta del rapper romano il brano è una metafora della società italiana. Mezzosangue alla fine si decise per la rimozione del video per tutelare dai danni dell'eventuale denuncia le persone che collaborarono alla sua realizzazione. Il 23 maggio viene rilasciato il teaser del disco con l'annuncio del titolo, ovvero Soul of a Supertramp.
Il 23 giugno viene pubblicato il video ufficiale di Sangue secondo estratto di Soul of a Supertramp, seguito poi il 23 luglio dalla pubblicazione di De Anima, traccia che per motivi di copyright relativi al campione della strumentale potrebbe non essere inserita nella versione finale del disco, ma che dovrebbe essere considerata parte di esso. In seguito il 23 agosto viene pubblicato il lyric video di Verità.
Il 17 settembre 2014 Mezzosangue annuncia che Soul of a Supertramp non rispetterà la data d'uscita prevista, a causa dei problemi riscontrati nel corso della produzione del disco, come quelli di Circus e De Anima, ma anche a causa di delusioni ricevute dal proprio ambiente lavorativo e dal pubblico, la nuova data, il 23 gennaio 2015, viene resa nota il dicembre seguente.
Il 23 gennaio 2015 esce Soul of a Supertramp disponibile in free download digitale direttamente dal sito ufficiale di Mezzosangue. Insieme al disco viene inoltre pubblicato il quarto video ufficiale del disco Benoit Lecomte.

### Tree - Roots & Crown
Il 7 giugno 2017, Mezzosangue annuncia un minitour Road to Valhalla composto da tre date rispettivamente a Milano, Londra e Roma. In quest'ultima dichiara inoltre che sarà rivelato il titolo del nuovo album in studio e la relativa data di rilascio.
Il 20 luglio, durante il concerto romano, il rapper rivela il titolo del nuovo disco Tree - Roots & Crown, previsto per il 10 ottobre 2017 e insieme a questi la presenza del rapper Rancore nella traccia Upside Down; il disco non viene però prodotto a causa di presunti problemi addotti dal cantante avvenuti in fase di lavorazione dello stesso.
Il 23 febbraio 2018 Mezzosangue annuncia attraverso un teaser sul proprio canale YouTube l'uscita di Tree - Roots & Crown per il 23 marzo seguente, pubblicando poi sui propri social copertina, tracklist del disco e le prime date del tour. L'album ha debuttato in quinta posizione nella classifica FIMI Album.
In seguito al successo ottenuto dal tour promozionale del disco, con quattro date sold out, Mezzosangue partecipa al Concerto del Primo Maggio di Taranto e successivamente intraprende un tour estivo con date prevalentemente nel centro-nord Italia.
Il 23 marzo 2019, per il primo anniversario del disco, pubblica un'edizione limitata di Tree - Roots & Crown in formato doppio vinile con i singoli Old Times e Parlami come tracce bonus rispettivamente di Tree - Roots e di Tree - Crown.
Il 13 Aprile 2021 il disco viene certificato disco d'oro, avendo raggiunto le 25.000 unità vendute.

### Sete
Il 30 novembre 2022 Mezzosangue annuncia il ritorno sulle scene musicali con il singolo Sete, volto ad anticipare il terzo album, anch'esso intitolato Sete e previsto per il 16 dicembre seguente. Il disco è composto da 14 brani, ed è un concept album il cui tema principale è la sete di diversi concetti astratti (come la sete di verità, di vendetta e di amore), con un riferimento alla metafora della società liquida di Zygmunt Bauman.

### 2024
Il 17 Maggio 2024 esce Altrove, album del cantante Ultimo in cui Mezzosangue è l'unico featuring, nell'ultima traccia Diluvio universale.
Il 19 Luglio 2024 Mezzosangue pubblica una riedizione di Musica Cicatrene, il suo mixtape di debutto uscito 12 anni prima, rielaborato con nuove strumentali in modo da renderlo un disco ufficiale. IL 26 Luglio l'album è primo nella classifica CD e vinili e quarto in quella degli album.

### Viscerale (2025)
Il 12 Marzo 2025 il rapper annuncia la pubblicazione del suo quinto album, intitolato Viscerale e in uscita il 4 aprile per Columbia Records/Sony Music. In autunno segue il Viscerale Tour sui palchi dei principali club italiani.

## Discografia

### Album in studio
- 2015 – Soul of a Supertramp
- 2018 – Tree - Roots & Crown
- 2022 – Sete
- 2024 – Musica cicatrene
- 2025 – Viscerale

### Mixtape
- 2012 – Musica cicatrene mixtape
- 2013 – Hurricane Mixtape

### Singoli
- 2014 - Come un uragano
- 2014 - Piove musica
- 2018 - Ned Kelly
- 2019 - Parlami
- 2019 - Out of The Cage
- 2022 - Sete
- 2024 - Capitan presente
- 2025 - Kenny Wells

### Collaborazioni
- 2011 – Dari MC feat. Jam (aka Mezzosangue) – Migliore secondo (da Clochard)
- 2012 – Dari MC feat. Mezzosangue – Hell Is So Sweet (da The Dreamer, The Believer)
- 2013 – Primo & Tormento feat. Mezzosangue – Il cuore & la penna (da El micro de oro)
- 2013 – Mecna feat. Mezzosangue & Johnny Marsiglia – Sul serio Remix (da Disco inverno - Rare & Unreleased)
- 2013 – Salmo feat. Mezzosangue – Sadico (da Midnite)
- 2015 – 16 barre feat. Mezzosangue – Kaspar Hauser (da Pyramid)
- 2015 – DJ Slait feat. Mezzosangue & Enigma – Vecchia mia (da Bloody Vinyl Mixtape Vol. 2)
- 2018 – Cor Veleno feat. Mezzosangue – Città di vetro (da Lo spirito che suona)
- 2019 – Murubutu feat. Mezzosangue – L'uomo senza sonno (da Tenebra è la notte ed altri racconti di buio e crepuscoli)
- 2020 – Nayt feat. Mezzosangue – Lividi (da Mood)
- 2023 - Johnny Marsiglia feat. Mezzosangue - Anestetico (da GARA 7)
- 2024 - 3D feat. Mezzosangue, Shari, Nayt - Nevada (da Empirìa)
- 2024 - Ultimo feat. Mezzosangue - Diluvio universale (da Altrove)

## Videografia

### Video musicali
- 2012 – Never Mind
- 2012 – Secondo Medioevo
- 2013 – Mezzosangue
- 2014 – Circus
- 2014 – Sangue
- 2014 – Verità
- 2015 – Benoit Lecomte
- 2018 – Ned Kelly
- 2018 – Ologramma
- 2019 – Verità pt. 2
- 2019 – Out of the Cage
- 2022 – Sete
- 2023 – Dopo l'aurora